# Ла-Боллен-Везюби
Ла-Боллен-Везюби (фр. La Bollène-Vésubie) — коммуна на юго-востоке Франции в регионе Прованс — Альпы — Лазурный берег, департамент Приморские Альпы, округ Ницца, кантон Туррет-Леванс. До марта 2015 года коммуна административно входила в состав упразднённого кантона Рокбийер (округ Ницца).
Площадь коммуны — 35,57 км², население — 561 человек (2006) с тенденцией к стабилизации: 552 человека (2012), плотность населения — 15,5 чел/км².

## Население
Население коммуны в 2011 году составляло — 550 человек, а в 2012 году — 552 человека.
| 1962 | 1968 | 1975 | 1982 | 1990 | 1999 | 2006 | 2011 | 2012 |
| ---- | ---- | ---- | ---- | ---- | ---- | ---- | ---- | ---- |
| 257  | 243  | 247  | 262  | 308  | 413  | 561  | 550  | 552  |

Динамика численности населения:

## Экономика
В 2010 году из 349 человек трудоспособного возраста (от 15 до 64 лет) 272 были экономически активными, 77 — неактивными (показатель активности 77,9 %, в 1999 году — 68,5 %). Из 272 активных трудоспособных жителей работали 251 человек (125 мужчин и 126 женщин), 21 числились безработными (7 мужчин и 14 женщин). Среди 77 трудоспособных неактивных граждан 26 были учениками либо студентами, 29 — пенсионерами, а ещё 22 — были неактивны в силу других причин.
На протяжении 2010 года в коммуне числилось 243 облагаемых налогом домохозяйства, в которых проживало 524,5 человек. При этом медиана доходов составила 16 тысяч 947 евро на одного налогоплательщика.